# Кіго-Гарбор (Мічиган)
Кіго-Гарбор (англ. Keego Harbor) — місто (англ. city) в США, в окрузі Окленд штату Мічиган. Населення — 2764 особи (2020).

## Географія
Кіго-Гарбор розташоване за координатами 42°36′30″ пн. ш. 83°20′45″ зх. д. / 42.60833° пн. ш. 83.34583° зх. д. (42.608273, -83.345752).  За даними Бюро перепису населення США в 2010 році місто мало площу 1,42 км², з яких 1,31 км² — суходіл та 0,11 км² — водойми.

## Демографія
Згідно з переписом 2010 року, у місті мешкало 2970 осіб у 1292 домогосподарствах у складі 721 родини. Густота населення становила 2091 особа/км².  Було 1473 помешкання (1037/км²).
Расовий склад населення:
| - 84,1 % — білих - 6,2 % — чорних або афроамериканців - 2,3 % — азіатів - 0,3 % — корінних американців - 4,0 % — осіб інших рас |

До двох чи більше рас належало 3,1 %. Частка іспаномовних становила 10,8 % від усіх жителів.
За віковим діапазоном населення розподілялося таким чином: 24,8 % — особи молодші 18 років, 67,6 % — особи у віці 18—64 років, 7,6 % — особи у віці 65 років та старші. Медіана віку мешканця становила 35,6 року. На 100 осіб жіночої статі у місті припадало 101,2 чоловіків;  на 100 жінок у віці від 18 років та старших — 97,6 чоловіків також старших 18 років.
Середній дохід на одне домашнє господарство  становив 55 420 доларів США (медіана — 42 616), а середній дохід на одну сім'ю — 70 023 долари (медіана — 58 688). Медіана доходів становила 50 208 доларів для чоловіків та 39 674 долари для жінок. За межею бідності перебувало 19,5 % осіб, у тому числі 26,0 % дітей у віці до 18 років та 10,5 % осіб у віці 65 років та старших.
Цивільне працевлаштоване населення становило 1562 особи. Основні галузі зайнятості: освіта, охорона здоров'я та соціальна допомога — 17,1 %, мистецтво, розваги та відпочинок — 16,5 %, роздрібна торгівля — 13,3 %, науковці, спеціалісти, менеджери — 11,1 %.